# Escuela Iberoamericana de Cine Documental
La Escuela Iberoamericana de Cine Documental(conocida como IBERDOC) es el primer centro de formación en la región dedicado exclusivamente a la formación de profesionales latinoamericanos en el género documental. Ubicado en Santiago de los Caballeros de Mérida, estado Mérida, en los Andes de Venezuela. Es gestionado por la Fundación 1000 Metros Bajo Tierra en colaboración con la iniciativa española del Centro de Estudios de Cine de Canarias (CECAN), y con el apoyo de IBERMEDIA.